# Омињано
Омињано (итал. Omignano) је насеље у Италији у округу Салерно, региону Кампанија.
Према процени из 2011. у насељу је живело 424 становника. Насеље се налази на надморској висини од 543 м.

## Становништво
| 1931. | 1936. | 1951. | 1961. | 1971. | 1981. | 1991. | 2001. | 2011. |
| ----- | ----- | ----- | ----- | ----- | ----- | ----- | ----- | ----- |
| 1.064 | 1.186 | 1.451 | 1.676 | 1.505 | 1.507 | 1.542 | 1.536 | 1.579 |